# Un Chaperon rouge pot de colle
Pour plus de détails, voir Fiche technique et Distribution.
Un Chaperon rouge pot de colle ou Un chaperon rouge très collant (Little Red Riding Rabbit) est un court métrage d'animation américain Merrie Melodies réalisé par Friz Freleng et mettant scène Bugs Bunny. Il s'agit d'une parodie du Petit Chaperon rouge et également du premier cartoon à créditer Mel Blanc.

## Synopsis
Bugs Bunny en chaperon rouge est confronté à un loup.

## Fiche technique
Genre : Animation, comédie